# Двозупци
Двозупци или паглодари (лат. Lagomorpha) су ред сисара који укључује две живуће породице зечеве (Leporidae) и пике (Ochotonidae), као и једну изумрлу породицу сардинијске пике (Prolagidae).
Двозупци деле заједничког претка са глодарима, и са њима чине кладус (Glires). Као и преци већине модерних група сисара, овај најближи заједнички предак је живео у периоду након последњег великог изумирања, пре око 66 милиона година, када су сви диносауруси изумрли сем птица. Први двозупци су се појавили вероватно у Азији, одакле су се проширили по целој северној хемисфери. У каснијем периоду су глодари почели да доминирају у већем броју еколошких ниша, након чега су двозупци потиснути из многих.

## Таксономија и историја еволуције
Изумрла породица сардинијске пике (Prolagidae) је представљена само једном врстом, а то је сардинијска пика (Prolagus sardus), њени фосили су пронађени на острвима Сардинија, Корзика, и оближњим мањим острвима. Могуће је да је изумрла око 1774.
Зечеви (Leporidae) су се први пут појавили у касном Еоцену и брзо су се проширили по северној хемисфери. У току еволуције код њих је био приметан тренд повећавања дужине задњих удова. Пике (Ochotonidae) су се појавиле касније у Олигоцену у источној Азији.

## Карактеристике
Двозупци су слични осталим сисарима по томе што сви имају длаке, четири уда, млечне жлезде и по томе што су ендотерми. Разликују се по томе што имају мешавину примитивних и напредних физичких карактеристика.

### Разлике између двозубаца и других сисара
Иако су двозупци сроднији глодарима него било којим другим сисарима, између ова два реда постоје неке велике разлике. Двозупци се разликују од глодара по томе што имају 4 зуба, то јест 2 пара секутића у горњој вилици (пар глодњака и пар поглодњака), а не два зуба, колико имају глодари; као и по томе што имају зубну глеђ и на предњој и на задњој страни секутића, док глодари имају глеђ само на предњој страни. Још једна разлика је то што су двозубци скоро искључиво биљоједи, за разлику од многих врста из реда глодара, које су сваштоједи и хране се и месом и биљном храном. Двозупци и глодари су слични по томе што им секутићи расту непрекидно током целог живота, због чега постоји потреба за непрестаним жвакањем влакнасте хране да би се спречило да им зуби постану предугачки.

## Распрострањеност
Двозупци су распрострањени по целом свету и насељавају све континенте сем Антарктика. Ипак нема их на крајњем југу Јужне Америке и на многим острвима, као што су Карипска острва, острва Индонезије, Мадагаскар, као ни на многим другим острвима. На Аустралијском континенту ред није аутохтон, али су људи интродуковали поједине врсте, које су успешно колонизоване и постале су инвазивне, угрожавајући биодиверзитет.

## Класификација
Ред двозупци (Lagomorpha):
- Породица зечеви (Leporidae) 
  - Потпородица Archaeolaginae †
    - Род  †
    - Род  †
    - Род  †
    - Род  †

  - Потпородица 
    - Род  †
    - Род 
    - Род 
    - Род 
    - Род 
    - Род 
    - Род 
    - Род  †
    - Род 
    - Род  †
    - Род  †
    - Род 
    - Род  †
    - Род 
    - Род 
    - Род  †
    - Род 

  - Потпородица Palaeolaginae † 
    - Племе  † 
      - Род  †
      - Род  †
      - Род  †
      - Род  †
      - Род  †
      - Род  †
      - Род  †
      - Род  †
      - Род  †
      - Род  †
      - Род  †
      - Род  †
      - Род  †
      - Род  †
      - Род  †
      - Род  †
      - Род  †
      - Род  †

    - Племе 
      - Род  †
      - Род  †
      - Род  †
      - Род  †
- Породица пике
  - Род  †
  - Род  †
  - Род  †
  - Род  †
  - Род  †
  - Род  †
  - Род  †
  - Род  †
  - Род  †
  - Род 
  - Род  †
  - Род  †
  - Род  †
  - Род  †
  - Род  †
  - Род  †
  - Род  †
  - Род  †
- Породица сардинијске пике (Prolagidae) †
  - Род сардинијска пика †
- Породица 
  - Род  †
  - Род  †
  - Род  †
  - Род  †
  - Род  †